# Wurnary
Wurnary (ros. Вурнары) – osiedle typu miejskiego w Rosji, w Czuwaszji, ośrodek administracyjny rejonu wurnarskiego. W 2021 liczyło 10 522 mieszkańców.